# San Martín de Valvení
San Martín de Valvení est une commune de la province de Valladolid dans la communauté autonome de Castille-et-León en Espagne.

## Sites et patrimoine
Les édifices les plus caractéristiques de la commune sont :
- L'église del Salvador ;
- L'ancien château, en ruines.

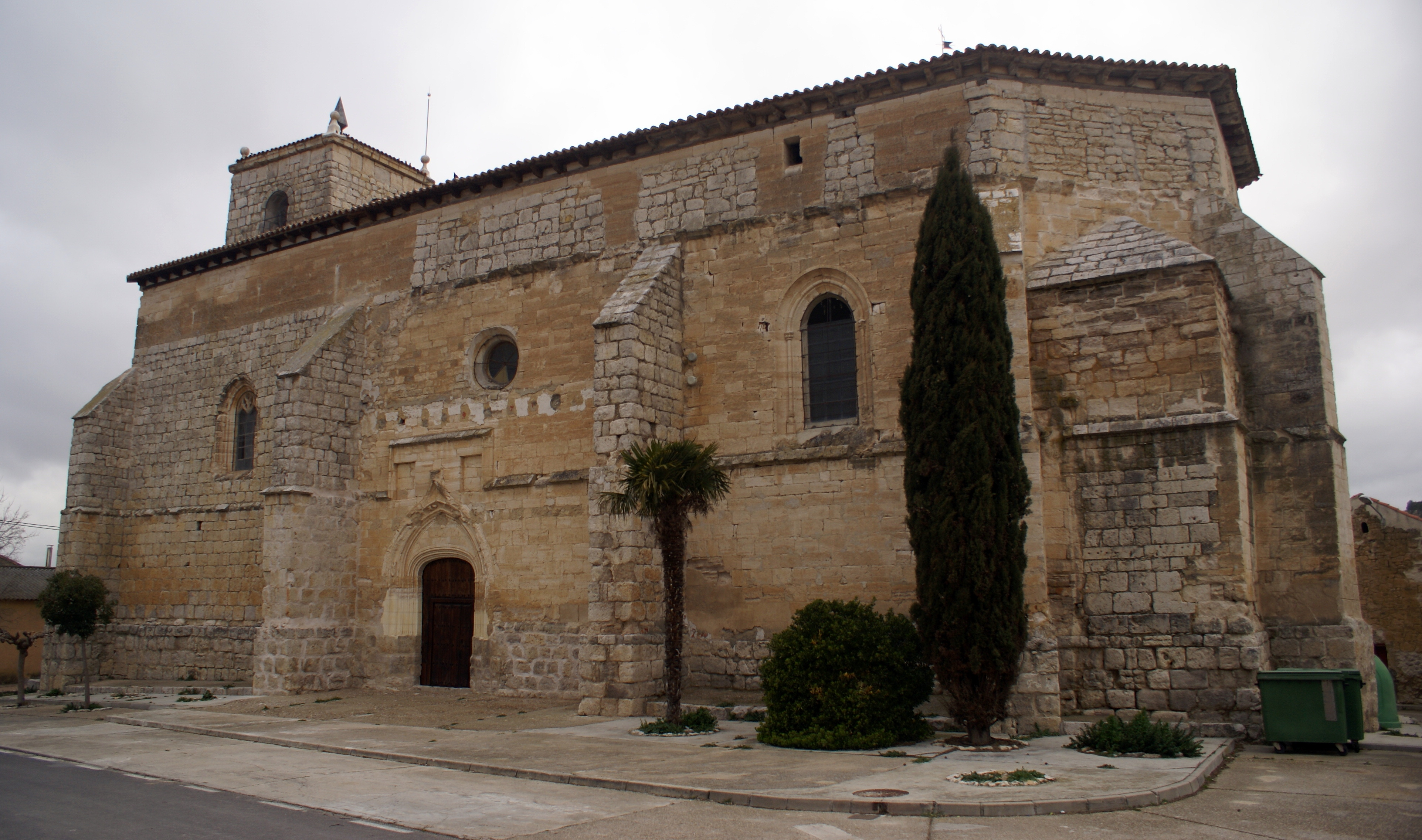
Église del Salvador.
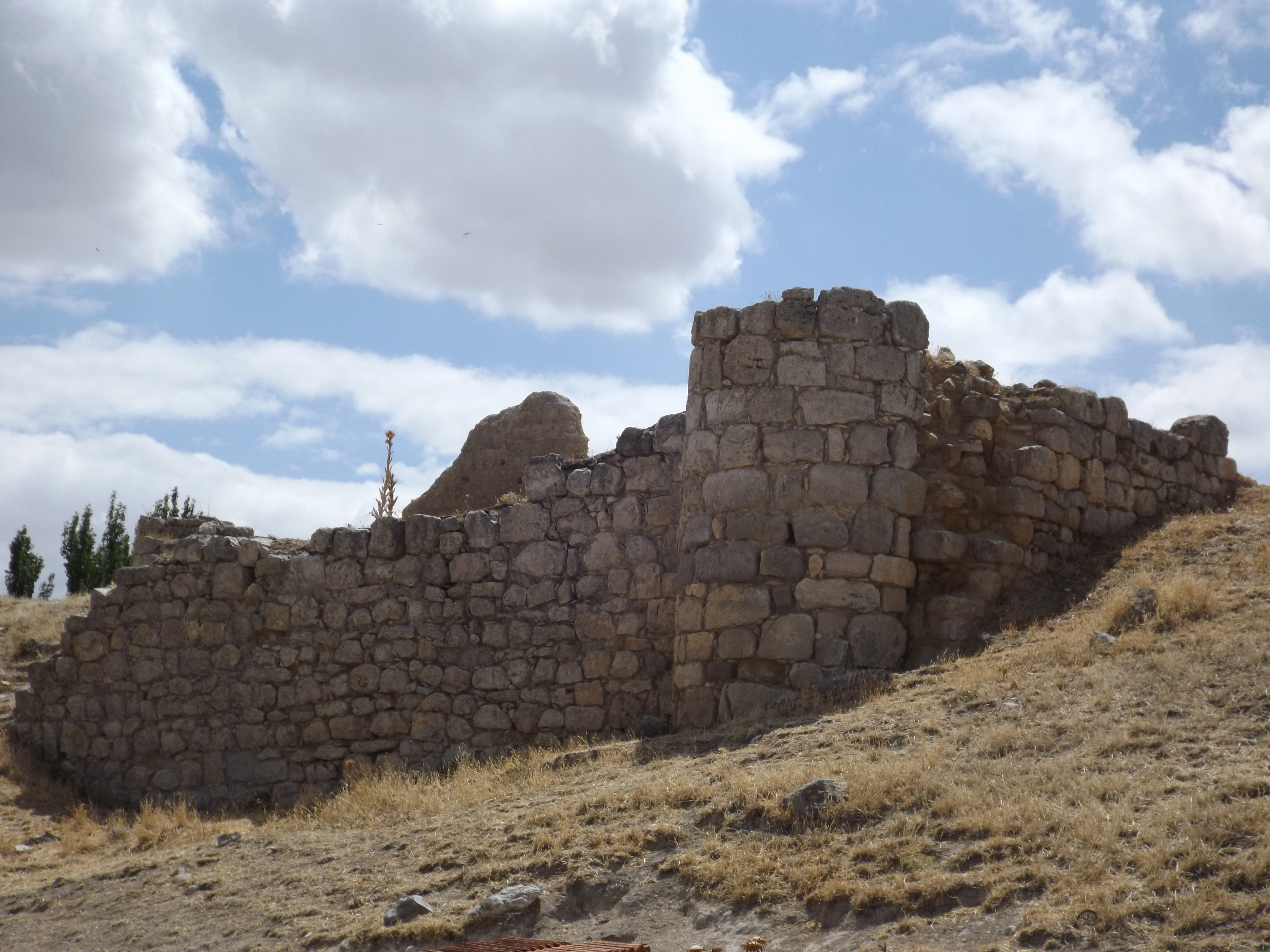
Château.